# Zbigniew Borkowski
Zbigniew Borkowski (ur. 13 listopada 1936 w Warszawie, zm. 19 lipca 1991 w Jeleniu bądź Warszawie) – papirolog i archeolog śródziemnomorski, profesor Uniwersytetu Warszawskiego; uczeń Anny Świderkówny.

## Życiorys
W latach 1954–1959 studiował dziennikarstwo na Uniwersytecie Warszawskim. W międzyczasie, w 1958, rozpoczął studia archeologiczne, które ukończył w 1964. W 1964 został zatrudniony w Polskiej Akademii Nauk w Zakładzie Archeologii Śródziemnomorskiej. W 1965 przeniósł się na Uniwersytet Warszawski do Zakładu Papirologii, gdzie rozpoczął współpracę z Anną Świderkówną.
W 1972 uzyskał doktorat. Od 1984 był docentem, a od 1991 profesorem kontraktowym. 
Brał udział w misjach wykopaliskowych w Aleksandrii, Tell Atrib, Deir el-Bahari, a także w Sudanie i na Cyprze. W latach 70. prowadził badania inskrypcji wyrytych na siedzeniach teatru w Aleksandrii w okresie wojny domowej 610 roku. 

## Publikacje
- Une description topographique des immeubles a Panopolis, Warszawa: PWN 1975.
- Inscriptions des factions a Alexandrie (Inskrypcje fakcji cyrkowych z Aleksandrii), Varsovie: Éditions Scientifiques de Pologne – PWN 1981.